# Беспорядки в Литовской ССР (1972)
Беспорядки в Литовской ССР, также известные как Каунасская весна (лит. Kauno pavasaris) — беспорядки, происходившие 18—19 мая 1972 года в Каунасе. Они были вызваны самосожжением 19-летнего студента по имени Ромас Каланта в знак протеста против советского режима и последующего запрета властей на присутствие представителей общественности на похоронах Каланты. В результате тысячи молодых демонстрантов собрались на аллее Лайсвес для участия в антиправительственных акциях протеста, которые начались 18 мая и были подавлены советскими войсками 19 мая.

## Волна протестов
14 мая 1972 года 19-летний студент Ромас Каланта облил себя тремя литрами бензина и поджег себя на площади, прилегающей к аллее Лайсвес, перед Каунасским музыкальным театром, где в 1940 году Сейм провозгласил создание Литовской Советской Социалистической Республики. Перед самоубийством Каланта оставил записную книжку с краткой заметкой, в которой говорилось: «В моей смерти виноват только режим». Лишь в 1990 году, когда Литва объявила о своей независимости, содержание этой записки стало достоянием общественности.
Каланта скончался спустя четырнадцать часов в больнице. 18 мая советские власти перенесли похороны Каланты на два часа вперед, чтобы предотвратить огласку. Однако это вызвало ещё большее возмущение среди собравшихся, в основном старшеклассников и рабочей молодежи, и переросло в политически окрашенный бунт, который был насильственно разогнан КГБ и милицией. В результате стихийного митинга было нарушено движение транспорта в центре города, а также разбиты четыре витрины магазинов, ранены пять сотрудников милиции и сожжен один мотоцикл.
На следующий день по аллее Лайсвес прошли маршем около 3000 человек, из которых 402 человека были арестованы. The New York Times сообщила о многочисленных ранениях и одном погибшем среди советских военнослужащих.
Из арестованных более половины были моложе 20 лет и около четверти принадлежали к комсомолу. Стремясь отвлечь внимание от политического характера акций протеста, задержанным были предъявлены обвинения в хулиганстве. 50 человек привлечены к административной ответственности, а 10 — к уголовной ответственности. В итоге восемь человек были приговорены к срокам от одного до двух лет лишения свободы. Демонстрации распространились и на другие города Литовской ССР, всего было арестовано 108 человек.
Эти массовые демонстрации имели невиданные с 1956 года масштабы и в конечном итоге были подавлены отрядами КГБ и милиции.

## Последствия
Общественная агитация продолжалась на протяжении 1972 и 1973 года, когда КГБ зарегистрировало в 3—4 раза больше различных антисоветских инцидентов. В 1972 году в Литве было зарегистрировано ещё 13 самоубийств в результате пожара, в том числе 24-летний В. Стонис в Варене 29 мая, 60-летний А. Андрюшкявичюс в Каунасе 3 июня, 62-летний Залишаускас 10 июня и 40-летний Юозапас Барацавичюс в Шяуляе 22 июня.
За подавлением демонстраций последовало усиление цензуры, а молодёжные организации и собрания попали под более тщательную слежку. Представители Литовской ССР обвинили в организации беспорядков «так называемых последователей движения хиппи».
Литовская диаспора провела несколько митингов в других странах, таких как США, в поддержку демонстраций. Политический эмигрант Витаутас Алантас издал посвященную событиям книгу под названием «Ромас Каланта: Живые факелы в долине Нямунаса».

## Празднование событий

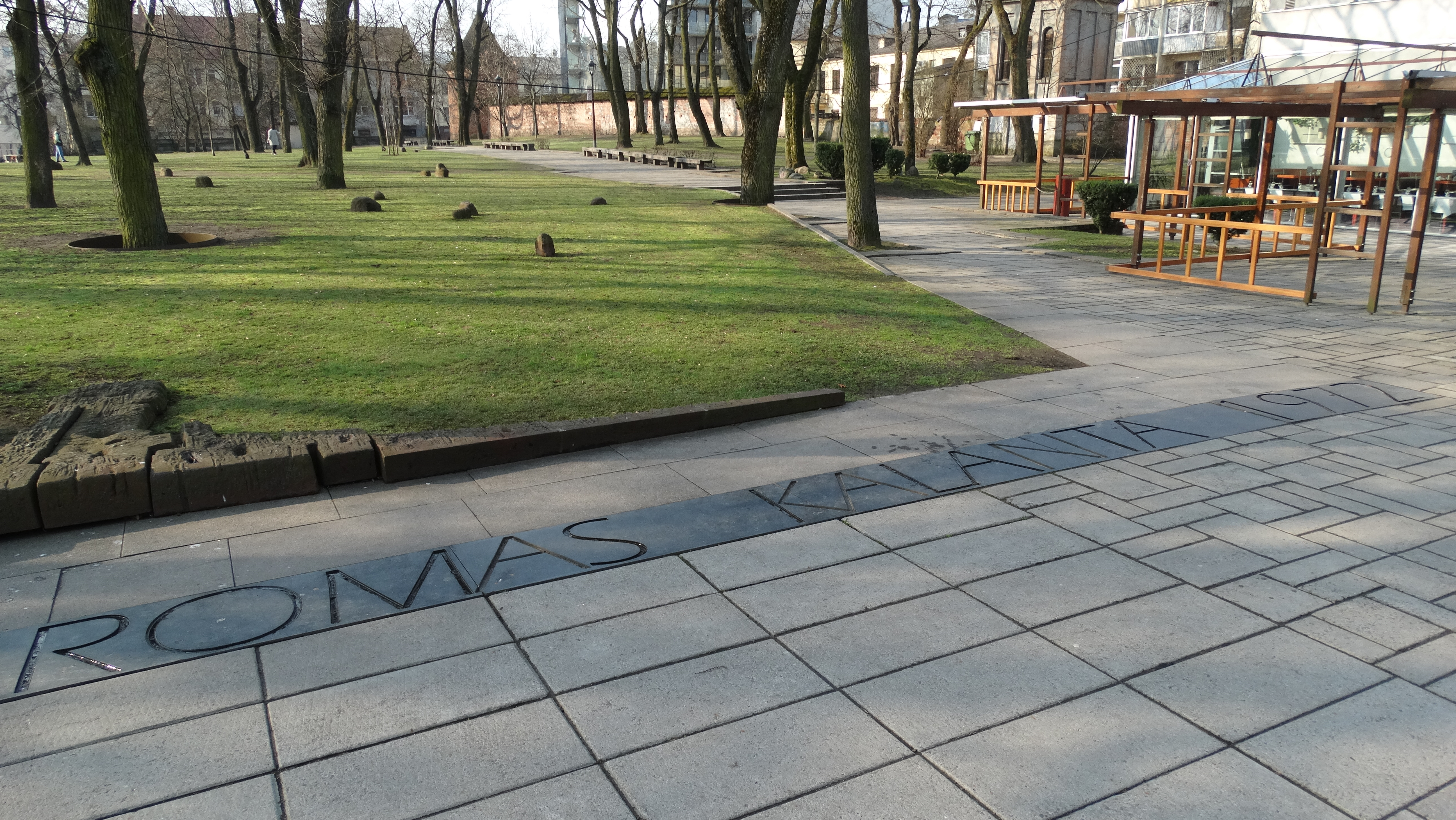
Мемориальная надпись на месте, где Ромас Каланта поджег себя.

День, когда умер Ромас Каланта, и последующие демонстрации называются «калантинес» и ежегодно отмечаются в Каунасе. На месте самосожжения стоит есть мемориальная надпись.

## В культуре
В литовском драматическом фильме 1990 года «Дети из отеля „Америка“» показаны некоторые сцены демонстраций в Каунасе. Литовский драматический фильм 2017 года «Эмилия» содержит сцену самосожжения, ход событий в центре города и последующее подавление милицией.

## Известные участники
- Витаутас Каладе, антисоветский активист; один из самых активных участников протестов, который был заключен в тюрьму
- Альгирдас Вацловас Патацкас, член Сейма, один из подписавших Акт восстановления государственности Литвы.